# Sphagnum tumidulum
Sphagnum tumidulum är en bladmossart som beskrevs av Bescherelle 1880. Sphagnum tumidulum ingår i släktet vitmossor, och familjen Sphagnaceae. Inga underarter finns listade i Catalogue of Life.